# Le Samyn 2019
De wielerkoers Le Samyn is een eendaagse wegwedstrijd voor zowel mannen als vrouwen. In 2019 werden beide verreden op 5 maart met vertrek in Quaregnon en aankomst in Dour.

## Mannen
De koers bij de mannen ging over een afstand van 200 kilometer en maakte deel uit van de UCI Europe Tour 2019. De Fransman Florian Sénéchal won deze editie, de Belg Aimé De Gendt eindigde als tweede en tweevoudig winnaar, de Nederlander Niki Terpstra, als derde.
| Le Samyn 2019 |                   |                       |          |
| Plaats        | Naam              | Ploeg                 | Tijd     |
| Winnaar       | Florian Sénéchal  | Deceuninck–Quick-Step | 4u38'20" |
| 2             | Aimé De Gendt     | Wanty-Gobert          | z.t.     |
| 3             | Niki Terpstra     | Direct Énergie        | z.t.     |
| 4             | Lars Boom         | Roompot-Charles       | z.t.     |
| 5             | Pieter Serry      | Deceuninck–Quick-Step | + 01"    |
| 6             | Stijn Vandenbergh | AG2R La Mondiale      | z.t.     |
| 7             | Tim Declercq      | Deceuninck–Quick-Step | + 06"    |
| 8             | Elmar Reinders    | Roompot-Charles       | + 08"    |
| 9             | Jesper Asselman   | Roompot-Charles       | + 14"    |
| 10            | Rémy Mertz        | Lotto-Soudal          | z.t.     |

## Vrouwen
De achtste editie van Le Samyn des Dames werd gewonnen door de Nederlandse Jip van den Bos.
| Le Samyn des Dames 2019 |                     |                                    |          |
| Plaats                  | Naam                | Ploeg                              | Tijd     |
| Winnaar                 | Jip van den Bos     | Boels Dolmans                      | 2u32'10" |
| 2                       | Daniela Gaß         | Equano                             | + 56"    |
| 3                       | Demi de Jong        | Lotto Soudal Ladies                | z.t.     |
| 4                       | Lauretta Hanson     | Trek-Segafredo                     | z.t.     |
| 5                       | Barbara Guarischi   | Team Virtu                         | z.t.     |
| 6                       | Romy Kasper         | Alé Cipollini                      | z.t.     |
| 7                       | Małgorzata Jasińska | Movistar Team                      | + 58"    |
| 8                       | Marta Bastianelli   | Team Virtu                         | + 1'37"  |
| 9                       | Lotte Kopecky       | Lotto Soudal Ladies                | z.t.     |
| 10                      | Eugénie Duval       | FDJ Nouvelle-Aquitaine Futuroscope | z.t.     |

1968 · 1969 · 1970 · 1971 · 1972 · 1973 · 1974 · 1975 · 1976 · 1977 · 1978 · 1979 · 1980 · 1981 · 1982 · 1983 · 1984 · 1985 · 1986 · 1987 · 1988 · 1989 · 1990 · 1991 · 1992 · 1993 · 1994 · 1995 · 1996 · 1997 · 1998 · 1999 · 2000 · 2001 · 2002 · 2003 · 2004 · 2005 · 2006 · 2007 · 2008 · 2009 · 2010 · 2011 · 2012 · 2013 · 2014 · 2015 · 2016 · 2017 · 2018 · 2019 · 2020 · 2021 · 2022 · 2023 · 2024 · 2025